# Interrex
Interrex (pels escriptors grecs μεσοβασιλεύς) va ser una magistratura romana. Pels romans, el poble, que era sobirà, només podia actuar a través dels seus magistrats. Si per qualsevol motiu la magistratura quedava vacant, s'establia un interrex. Originàriament només hi havia una magistratura a Roma, el rei, que ocupava el càrrec de forma vitalícia. Quan el tron quedava vacant s'establia aquesta figura fins que no es nomenava un successor. No se sap si en els primers temps, només transmetia el càrrec, que l'antecessor decidia o nomenava, o si tenia una part important en la designació del nou monarca.
Se'l suposa un càrrec per a l'ocasió, quan no hi havia ningú que tingués el poder suprem, fos un rei, o en temps de la República, quan no hi havia cònsols pel motiu que fos. La magistratura d'interrex s'hauria instituït a la mort de Ròmul quan el senat romà va voler assolir la sobirania en lloc d'elegir un nou rei. Llavors el senat estava format per cent membres i dividit en deu decúries i de cadascuna es va nomenar un senador. Els deu senadors escollit es van anomenar interreges i cadascun va tenir el poder suprem per espai de cinc dies; el període sense rei es va dir interregnum. Els interreges van acordar que s'havia d'escollir un rei i que presentarien una proposta al senat. Els comicis podien aprovar o rebutjar el candidat; el candidat proposat va ser acceptat i a l'escollit els interreges li van conferir l'imperium.
Durant la República el càrrec d'interrex es va utilitzar sovint; era un magistrat temporal encarregat de celebrar els comicis en absència dels cònsols quan aquestos estaven absents, generalment per guerres. El càrrec només durava cinc dies el mateix temps que va durar en el període monàrquic. El comicis generalment no els podia celebrar el primer interrex sinó normalment el segon o el tercer (fins i tot es coneix un cas en què va ser el catorzè i un altre que en va ser l'onzè). Els comicis per la primera elecció de cònsols a la república van ser dirigits per Espuri Lucreci que portava el títol d'interrex. Fins a l'any 482 aC els interrex van ser elegits pel senat format exclusivament per patricis i no podien ser elegits plebeus; més tard es va crear la figura dels tribuns de la plebs, que generalment es van oposar al nomenament d'interrex que sempre eren patricis. Es van nomenar interreges fins a la Segona Guerra Púnica.
La figura no torna a aparèixer després fins en temps de Sul·la, quan es va nomenar un interrex per dirigir els comicis que el van elegir dictador l'any 82 aC. El 55 aC un interrex va dirigir els comicis on Gneu Pompeu i Luci Licini Cras van ser elegits cònsols; també hi va haver interrex el 53 aC i el 52 aC, en aquest darrer any pels comicis on Pompeu va ser elegit cònsol únic. El càrrec va desaparèixer posteriorment. L'últim interrex mencionat va exercir les seves funcions l'any 43 aC, quan els dos cònsols, Gai Vibi Pansa i Aulus Hirci van morir.